# 忍 -SHINOBI-
《忍 -SHINOBI-》是一款由世嘉制作和发行的平台游戏。本游戏于1987年11月在街机发行。
玩家控制着忍者“乔·武藏”（ジョー・ムサシ，Joe Musashi），目的是要阻止Zeed组织的犯罪活动。
《忍 -SHINOBI-》收到普遍好评。《龙》给予本游戏5颗星中的4颗星。